# Ralph Neely
Ralph Eugene Neely (* 12. September 1943 in Little Rock, Arkansas; † vor oder am 5. Januar 2022) war ein US-amerikanischer American-Football-Spieler auf der Position des Offensive Tackles. Er spielte dreizehn Jahre für die Dallas Cowboys in der National Football League (NFL) und gewann mit den Cowboys zweimal den Super Bowl (VI, XII).

## Spielerlaufbahn

### College
Ralph Neely studierte nach seinem Schulabschluss an der University of Oklahoma, für deren Footballteam, die Oklahoma Sooners, er College Football spielte. 1963 verlor er mit seinem Team im Orange Bowl gegen die University of Alabama mit 17:0. Im Gator Bowl 1964 verloren sie gegen die Florida State University mit 19:36.
In seinen letzten beiden Studienjahre wurde er aufgrund seiner sportlichen Leistungen jeweils zum All-American gewählt.

### NFL
Neely wurde im NFL Draft 1965 von den Baltimore Colts in der zweiten Runde als 28. ausgewählt. Zeitgleich wählten ihn die Houston Oilers aus der American Football League – einer Konkurrenzliga der NFL – aus. Neely unterschrieb bei den Oilers, da diese ihm neben seinem Gehalt die Einrichtung einer Tankstelle versprachen. Da die Colts ihre Vertragsrechte an Neely an die Cowboys weitergegeben hatten, war Neely nicht mehr bereit für die in Texas weniger beliebten Oilers aufzulaufen. Die beiden Teams einigten sich darauf Neely den Einsatz in Dallas zu ermöglichen, als Ausgleich verpflichteten sich die Cowboys unter anderem darauf drei Freundschaftsspiele gegen die Oilers in Dallas zu spielen. Dieses Spiel hat bis heute Tradition, auch nachdem die Oilers in Tennessee Titans umbenannt wurden. Es wird immer dann ausgetragen, wenn beide Mannschaften in der Regular Season nicht gegeneinander antreten mussten.

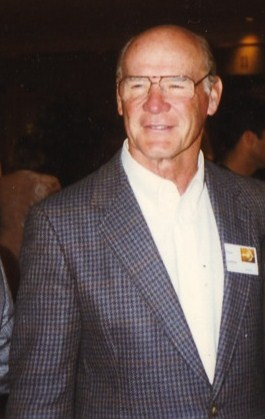
Tom Landry
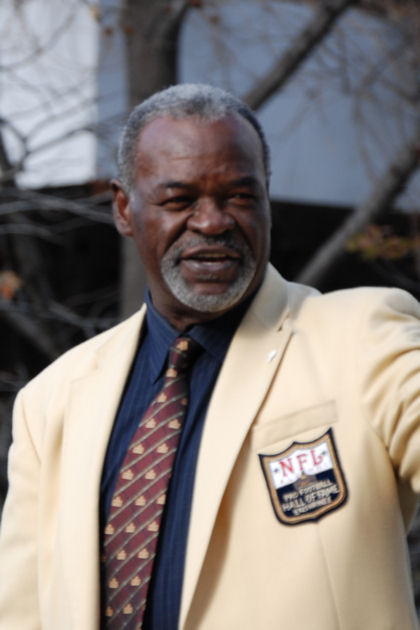
Rayfield Wright
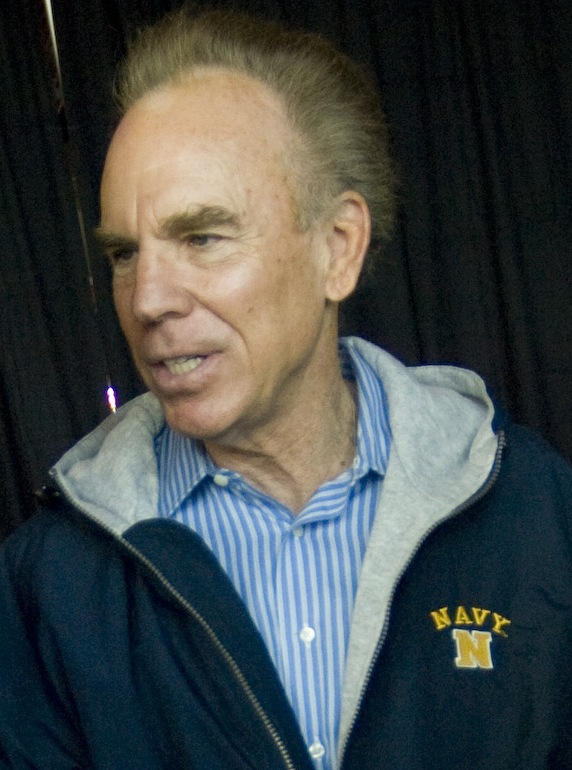
Roger Staubach

Die Cowboys wurden von Head Coach Tom Landry trainiert, dem es gelang aus dem einstmals schlechtesten Team der Liga ein Spitzenteam zu formen. Neely war als Spieler der Offensive Line für den Schutz von Quarterback Don Meredith verantwortlich, hatte aber auch die Aufgabe den eigenen Runningbacks den Weg in die gegnerische Endzone freizublocken. 1966 konnten die Cowboys erstmals in die Play-offs einziehen, im folgenden Jahr scheiterten sie am Einzug in den Super Bowl II, als sie im sogenannten Ice Bowl gegen die Green Bay Packers mit 21:17 verloren. 1967 gelang Tex Schramm, dem General Manager der Cowboys, die Verpflichtung von Rayfield Wright, der fortan gemeinsam mit Neely in der Offensive Line der Mannschaft aus Texas spielte.
1970 konnte Neely dann mit den Cowboys zum ersten Mal in den Super Bowl einziehen. Im Super Bowl V konnten sich aber die Baltimore Colts mit 16:13 durchsetzen. Im folgenden Jahr übernahm Roger Staubach die Rolle des Starting-Quarterbacks bei der Mannschaft aus Dallas. Die Cowboys gewannen in diesem Jahr den Super Bowl VI gegen die von Don Shula trainierten Miami Dolphins mit 24:3. Neely hatte aufgrund einer Verletzung einen Teil der Saison verpasst und konnte auch im Super Bowl VI nicht spielen.
In der Spielzeit 1975 konnte Neely dann zum dritten Mal in den Super Bowl einziehen. Seine Mannschaft konnte sich allerdings gegen die Pittsburgh Steelers, die von Chuck Noll betreut wurden, nicht durchsetzen und verlor im Super Bowl X knapp mit 21:17. Neely und die Cowboys zogen nach der Saison 1977 in den Super Bowl XII gegen die Denver Broncos ein. Die Cowboys siegten mit 27:10 und Neely gewann seinen zweiten Super Bowl.
Nach der Saison 1977 beendete Neely aufgrund einer Knieverletzung seine Laufbahn bei den Cowboys.

## Ehrungen
Neely spielte zweimal im Pro Bowl, wurde fünfmal zum All Pro gewählt und ist Mitglied im NFL 1960s All-Decade Team.